# Тешањка (Тешањ)
Тешањка је насељено мјесто у Босни и Херцеговини у општини Тешањ које административно припада Федерацији Босне и Херцеговине. Према попису становништва из 1991. у насељу је живјело 1.047 становника.

## Становништво
| Националност       | 1991.        |
| Муслимани          | 495 (47,27%) |
| Хрвати             | 424 (40,49%) |
| Срби               | 23 (2,19%)   |
| Југословени        | 64 (6,11%)   |
| остали и непознато | 41 (3,91%)   |
| Укупно             | 1.047        |

Тешањка као самостално насељено мјесто постоји од пописа 1991. године.